# Gouvernement Eduardo Dato (1)
Pour les articles homonymes, voir Gouvernement Eduardo Dato.
Le premier gouvernement Eduardo Dato est le gouvernement du royaume d'Espagne, en fonction du 27 octobre 1913 au 9 décembre 1915.

## Composition
| ← Ier Gouvernement Eduardo Dato → (27 octobre 1913 - 9 décembre 1915) | |             |
| Cargo                                                                 | Titular(es) | Titular(es) |
| Président du conseil des ministres                                    | Eduardo Dato |             |
| Intérieur                                                             | José Sánchez Guerra y Martínez |             |
| État                                                                  | Salvador Bermúdez de Castro O'Lawlor |             |
| Grâce et Justice                                                      | Francisco Javier González de Castejón y Elío *Jusqu'au 7 septembre 1914                                                                     |             |
| Grâce et Justice                                                      | Eduardo Dato *du 7 septembre 1914 jusqu'au 4 janvier 1915                                                                                   |             |
| Grâce et Justice                                                      | Manuel de Burgos y Mazo *à partir du 4 janvier 1915                                                                                         |             |
| Finances                                                              | Gabino Bugallal Araújo |             |
| Agriculture, Industrie et Commerce                                    | Francisco Javier Ugarte Pagés *jusqu'au 25 octobre 1915                                                                                     |             |
| Agriculture, Industrie et Commerce                                    | Luis Espada Guntín *à partir du 25 octobre 1915                                                                                             |             |
| Guerre                                                                | Ramón Echagüe y Méndez Vigo |             |
| Marine                                                                | Augusto Miranda y Godoy |             |
| Instruction Publique et Beaux-arts                                    | Francisco Bergamín García *jusqu'au 11 décembre 1914 ; portefeuille occupé jusqu'au 4 janvier 1915 par Gabino Bugallal de façon intérimaire |             |
| Instruction Publique et Beaux-arts                                    | Saturnino Esteban Miguel y Collantes *du 4 janvier 1915 au 25 octobre 1915                                                                  |             |
| Instruction Publique et Beaux-arts                                    | Rafael Andrade Navarrete *à partir du 25 octobre 1915                                                                                       |             |
| Références,                                                           | |             |